# 1978 en mathématiques
Cet article présente les faits marquants de l'année 1978 en mathématiques.

## Naissances
- 13 janvier : Nate Silver, mathématicien statisticien, sabermétricien et écrivain américain.
- 10 juin : Subhash Khot, mathématicien et chercheur en informatique théorique indien.
- Juillet : Caucher Birkar, mathématicien kurde iranien et britannique.
- 19 août : Clément Mouhot, mathématicien français.
- 5 septembre : David Hernandez, mathématicien français.
- 27 novembre : Karine Beauchard, mathématicienne française.
- 24 décembre : Ciprian Manolescu, mathématicien roumain-américain.
- Sabin Cautis, mathématicien canadien.
- Joel Kamnitzer, mathématicien canadien.
- Lexing Ying, mathématicien chinois.

## Décès

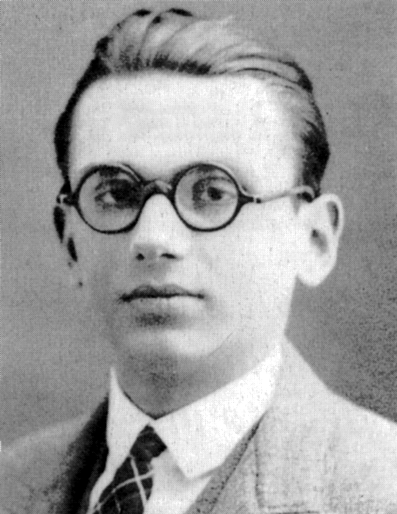
Kurt Gödel

- 14 janvier : Kurt Gödel (né en 1906), mathématicien et logicien austro-américain.
- 1er mars : Kiyoshi Oka (né en 1901), mathématicien japonais.
- 19 mars : Gaston Julia (né en 1893), mathématicien français.
- 27 avril : Guido Stampacchia (né en 1922), mathématicien italien.
- 17 juin : Edgar W. Woolard (né en 1899), mathématicien, météorologiste et planétologue américain.
- 24 juin : Mstislav Keldych (né en 1911), mathématicien soviétique.
- 15 août : Viggo Brun (né en 1885), mathématicien norvégien.
- 30 août : Henryk Zygalski (né en 1906), mathématicien et cryptologue polonais.
- 24 novembre : Warren Weaver (né en 1894), scientifique, mathématicien et administrateur de la recherche américain.
- 25 novembre : Eduard Stiefel (né en 1909), mathématicien suisse.
- 1er décembre : Hu Dunfu (né en 1886), mathématicien chinois.
- 30 décembre : Mark Aronovitch Naïmark (né en 1909), mathématicien soviétique.